# Крылов, Александр Алексеевич (геолог)
Александр Алексеевич Крылов (1846—1899) — российский геолог, директор Московского промышленного училища. Ученик Г. Е. Щуровского.

## Биография
Родился в 1846 году в Московской губернии.
В 1868 году окончил физико-математический факультет Московского университета.
В 1870-1880-е гг. занимался геологическими исследованиями в Ярославской, Смоленской, Костромской, Владимирской, Могилёвской и других губерниях. Результаты исследований частично были опубликованы в бюллетене Bulletin de la Societe des naturaliste Moscou (1878 — № 1. — С. 210—234) и в других изданиях.
В 1880-е гг. состоял на службе в Министерстве народного просвещения; 19 февраля 1886 года утверждён в должности инспектора Комиссаровского технического училища.
Был назначен 30 декабря 1896 года товарищем председателя строительной комиссии возведения зданий  Московского промышленного училища в память 25-летия царствования императора Александра II; 31 декабря 1897 года Управляющий министерства народного просвещения написал попечителю Московского учебного округа:

Государь император по всеподданейшему докладу моему 23 декабря высочайше соизволил на назначение инспектора Комиссаровского технического училища А. А. Крылова директором МПУ с 1 января 1898 г.— ЦИАМ. Ф. 459. — Оп. 5. — Д. 719. — Л. 2
1 июля 1898 года состоялось открытие 1-х и 2-х классов реального отделения Московского промышленного училища.
А. А. Крылов — участник 2-го съезда русских деятелей по техническому профессиональному образованию 1895-1896 гг., где выступил с докладом «По вопросу об умственном утомлении трудящихся людей вообще, учащихся же детей — в частности и способах его исследования».
Был избран почётным мировым судьёй Верейского уезда на 1890-1893 годы.
Умер 16 февраля 1899 года[по какому календарю?].

## Публикации
1. Крылов А.А. Описание Ярославской губернии в геологическом отношении. Ярославль, тип. Губ. земск. управы, 1871. — 340 с.
2. Крылов А.А. Подзол Могилевской губернии и происхождение его и растительных биолитов Эренберга (Phytolitharien-Biolithe) вообще. Спб., тип. Акад. наук, 1873. — 340 с. Подзол Могилевской губернии ...
3. Крылов, Александр Алексеевич (1846-1899). Рациональный ученический стол для домашнего употребления : Ст. А.А. Крылова, инспектора Коммисар. техн. уч-ща в Москве. - Москва : тип. Э. Лисснера и Ю. Романа, [1895]. - 8 с. : черт.; 26. Рациональный ученический стол ...